# بای‌ترک (آلماتی)
بای‌ترک (به قزاقی: Bayterek) یک منطقهٔ مسکونی در قزاقستان است که در شهرستان انبکچی‌قزاق واقع شده‌است. بای‌ترک ۹٬۶۷۹ نفر جمعیت دارد.